# 2927 Alamosa
2927 Alamosa è un asteroide della fascia principale. Scoperto nel 1981, presenta un'orbita caratterizzata da un semiasse maggiore pari a 2,5311376 UA e da un'eccentricità di 0,1692626, inclinata di 17,00681° rispetto all'eclittica.